# Отрадно (район на Москва)
Отрадно е административен район на Североизточен окръг в Москва.